# Pseudoeurycea papenfussi
Pseudoeurycea papenfussi é uma espécie de salamandra da família Plethodontidae.
É endémica do México.
Os seus habitats naturais são: florestas secas tropicais ou subtropicais e áreas rochosas.
Está ameaçada por perda de habitat.